# نهر كامتشيا
نهر كامتشيا (بالبلغارية: Камчия)‏ هو نهر في شرق بلغاريا بطول 244.5 كم، وهو أطول نهر في شبه جزيرة البلقان. ينبع نهر كامتشيا عند التقاء نهري تيشا وفارنا بشرق بلغاريا يتدفق النهر مباشرةً إلى البحر الأسود ويصب فيه على بُعد 25 كم من جنوب مدينة فارنا.

## التنوع البيئي
تتميز شتى المناطق المحيطة بالنهر بتنوع مبهر في بيئتها الطبيعية والتضاريسية؛ مما يجعله من أبرز وجهات السياحة الطبيعية والبيئية ببلغاريا. يقع بالقرب من كامتشيا العديد من الغابات النهرية إلى جانب الكثير من الشواطئ الفسيحة والكثبان والأشجار والنباتات. تضم غابات كامتشيا النهرية العديد من أجمل أنواع الأشجار منها البلوط والمران والدردار وجار الماء والإسفنديان وغيرهم الكثير. يقطن بهذه الغابات أنواع عديدة من أشكال الحياة الفطرية البرية والبحرية منها 26 نوع من الثدييات كالأيائل والدببة والقطط البرية، و200 نوع من الطيور منها أنوع مختلف من النسور وصقور الماء، بالإضافة إلى 25 نوع من الأسماك.